# Skjerstadfjord
Der Skjerstadfjord ist ein Fjord in Norwegen, der zum Saltfjord gehört, etwa 40 km Luftlinie östlich der Stadt Bodø.

## Lage
Der Fjord liegt in den Kommunen Bodø, Fauske und Saltdal. Das Gebiet gehört zum Fylke Nordland. Inklusive seines Seitenarms Saltdalsfjord beträgt seine Länge 41 Kilometer. Über die drei Meerengen Saltstraumen, Godøystraumen und Sundstraumen ist der Fjord mit dem Saltfjord verbunden und wird von diesem durch die zwei Inseln Knaplundsøya (Godøya) und Straumøya getrennt.

## Verkehrswege
Die Nordlandbahn verläuft auf der Nord- und Ostseite des Skjerstadfjords. Am Ostufer verbindet die E6 die Städte Fauske und Rognan, sowie am Nordufer die Rv80 die Städte Bodø und Fauske. Östlich von Vestre Løding beginnt die Küstenstraße Fv17, die im Westen des Fjords nach Süden entlang der Helgelandküste weiter führt.

## Gezeiten
Die Gezeiten Skjerstadfjord folgen denen des Saltfjords, sind aber durch Tidal Choking geringer und zeitlich um 1 Stunde und 41 Minuten versetzt. Am eindrucksvollsten lassen sich die Auswirkungen der Gezeiten am Saltstraumen, dem größten und kräftigsten der drei Gezeitenströme beobachten.

## Verweise
1. ↑  Norgeskart - Skjerstadfjorden. In: www.norgeskart.no. www.norgeskart.no, abgerufen am 19. Juli 2021 (norwegisch).
2. ↑  Geir Thorsnæs: Skjerstadfjorden. In: Store norske leksikon. 29. März 2020 (norwegisch, snl.no [abgerufen am 19. Juli 2021]).
3. ↑  Dag Pedersen: Når snur Saltstraumen? – Wann dreht sich der Saltstraumen um? In: saltstraumen.info. Archiviert vom Original (nicht mehr online verfügbar) am 17. September 2021; abgerufen am 10. Oktober 2021 (norwegisch, Till = Zeitverschiebung: 1 h 41 min, Fjære = Flut, Flo = Ebbe, Snur = Umkehr, Diff = Tidenhub und Anhaltspunkt für die Strömungsstärke).  Info: Der Archivlink wurde automatisch eingesetzt und noch nicht geprüft. Bitte prüfe Original- und Archivlink gemäß Anleitung und entferne dann diesen Hinweis.